# Кокколоба
Кокколоба (Coccoloba) — рід вічнозелених дерев, чагарників і ліан родини гречкових (Polygonaceae).
Вічнозелені невисокі дерева, чагарники і ліани. Листя почергові, сидячі або черешкові, округлі, серцеподібні і овальні загострені, цілокраї, щільні або шкірясті, до 20 см в довжину. Квітки зібрані в верхівкові кисті або в колосся. Тичинок 6-8. Розмноження насінням і живцями.
Поширені в тропіках обох Америк.
Деякі види використовуються як декоративні кімнатні рослини.

## Види
- Coccoloba acuminata
- Coccoloba barbadensis
- Coccoloba caracasana
- Coccoloba cereifera
- Coccoloba costata
- Coccoloba diversifolia
- Coccoloba gigantifolia[1]
- Coccoloba goldmanii
- Coccoloba krugii
- Coccoloba microstachya
- Coccoloba mollis
- Coccoloba padiformis
- Coccoloba pallida
- Coccoloba pubescens
- Coccoloba pyrifolia
- Coccoloba rugosa
- Coccoloba sintenisii
- Coccoloba swartzii
- Coccoloba tenuifolia
- Coccoloba tuerckheimii
- Coccoloba uvifera
- Coccoloba venosa